# Catalina Sky Survey
| LINEAR NEAT Spacewatch LONEOS | CSS Pan-STARRS NEOWISE altres |

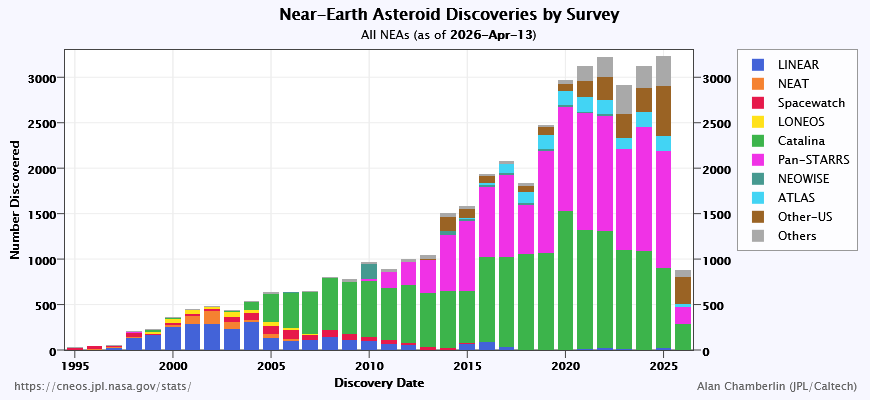
Nombre de NEOs detectats per diversos projectes:

Catalina Sky Survey és un projecte per descobrir cometes i asteroides, i per cercar objectes propers a la Terra. Més específicament, busca objectes potencialment perillosos (potentially hazardous asteroids, PHA), que poden suposar una amenaça de col·lisió.

## Avaluació del risc
La tecnologia ha avançat a un nivell en què la humanitat és capaç d'inventariar els objectes propers a la Terra (near-Earth objects, NEO). En previsió de les conseqüències catastròfiques de l'impacte d'un objecte de gran mida amb la Terra, la NASA va establir una directiva l'any 1998 per crear el Programa d'Observacions de NEO (NEOO, en sigles angleses). L'objectiu d'aquest programa és identificar els objectes d'un kilòmetre o de mida superior, amb una confiança del 90%.

### Altres raons
A més d'investigar la quantitat de NEOs, aquest projecte ajuda amb altres beneficis. Per exemple, permet conèixer la distribució coneguda del cinturó principal, trobar la distribució de cometes a distàncies perihèliques majors, determinar la distribució de NEOs com a producte de la història de col·lisions anteriors i de transport al sistema solar interior, i identificar objectius potencials per a futurs projectes espacials.

## Objectiu de la missió
El Catalina Sky Survey (CSS) i el Siding Spring Survey (SSS), que hi està afiliat, estan duent a terme la recerca de NEOs, contribuint a l'objectiu demanat pel Congrés dels Estats Units.

## Sobre la recerca
Cada mes, s'investiga el cel visible a angles molt grans, a aproximadament R ~19.5. Es necessiten obertures més grans per estendre la recerca a distàncies més grans, fins i tot si es limita el camp a la regió el·líptica. A més d'altres millores per beques anteriors atorgades al NEOO, s'ha completat una càmera pel telescopi de Mt. Lemmon, infrautilitzat, que ajudarà a la recerca.

## Equip de CSS/SSS
L'equip de CSS està capitanejat per Steve Larson, del "Laboratori lunar i planetari" de la Universitat d'Arizona.
L'equip complet és:
- Steve Larson
- Ed Beshore
- Rik Hill
- Richard Kowalski
- Alex Gibbs
- Andrea Boattini
- Al Grauer

A Austràlia:
- Rob McNaught
- Gordon Garradd
- Donna Burton